# Orgetorix
Orgetorix (overleden 61 v.Chr.) was de aanvoerder van de Gallische stam van de Helvetii. Wat over hem bekend is, komt uit de Commentarii de bello Gallico van Gaius Julius Caesar (100-44 v.Chr.). 
Orgetorix ontwikkelde in 61 voor Chr. het plan waarmee de Helvetii hun stamgebied zouden verlaten en Gallië binnentrekken om nieuwe grond te verwerven. Angst voor de Germanen zou hierbij tevens een rol hebben gespeeld.
Deze initiatieven werden in Rome als regelrechte bedreiging gezien en met grote zorg tegemoet gezien. Toen Orgetorix in hetzelfde jaar overleed, dachten de Romeinen dat het gevaar voorbij was, maar de realiteit bleek anders. Ondanks de dood van hun leider trokken de Helvetii Gallië binnen, waar ze vervolgens door Caesar werden verslagen. De opmars van Caesar tegen de Helvetii betekende de opmaat voor de verovering van heel Gallia door de Romeinen.
Zie DBG 1, 2-30

## Antieke bronnen
- Gaius Julius Caesar, Commentarii de bello Gallico I 2—4, 26.
- Cassius Dio, XXXVIII 31.